# Institut für Städtebau Berlin und Institut für Städtebau und Wohnungswesen München
Das Institut für Städtebau Berlin (ISB) und das Institut für Städtebau und Wohnungswesen München (ISW) sind Fortbildungsinstitute der Deutschen Akademie für Städtebau und Landesplanung (DASL).

## Geschichte

### Institut für Städtebau Berlin (ISB)
Das Institut für Städtebau Berlin (ISB) wurde 1961 unter der Trägerschaft der Deutschen Akademie für Städtebau und Landesplanung (DASL) gegründet. Direktor des Instituts ist seit April 2005 im Nebenamt Stephan Mitschang, Lehrstuhlinhaber für das Fachgebiet „Städtebau und Siedlungswesen – Orts-, Regional- und Landesplanung“ an der Technischen Universität Berlin.

### Institut für Städtebau und Wohnungswesen München (ISW)
Das Institut für Städtebau und Wohnungswesen München (ISW) wurde im Herbst 1960 anlässlich der Einführung des Bundesbaugesetzes gegründet. Es nahm seine Tätigkeit im Frühjahr 1961 unter der Leitung von Johannes Göderitz auf. Von 1962 bis 1991 leitete Gerd Albers und von 1992 bis 1994 Stadtbaurat a. D. Uli Zech das ISW. Von 1995 bis 2010 war Ingrid Krau Institutsdirektorin. Vom 1. Juni 2010 bis Ende 2015 leitete Alain Thierstein das Institut. Seit dem 1. Januar 2016 ist Institutsdirektor Julian Wékel, Lehrstuhlinhaber am Fachbereich Architektur „Entwerfen und Stadtplanung“ an der Technischen Universität Darmstadt.

## Fortbildung
Die Fortbildungsinstitute der Deutschen Akademie für Städtebau und Landesplanung (DASL) – das Institut für Städtebau Berlin (ISB) und das Institut für Städtebau und Wohnungswesen München (ISW) – sind satzungsgemäß mit der Aus- und Fortbildung von Fachleuten der öffentlichen Verwaltung (Bund, Länder, Gemeinden) sowie – in Berlin seit 1964 – auch von Referendaren des höheren Staatsdienstes auf den Gebieten des Städtebaus, der Raumordnung und Landesplanung, des Umweltschutzes sowie der zugehörigen Fachgebiete betraut. Die Institute bieten pro Jahr rund 70 Fachtagungen, Fachseminare, Workshops und Exkursionen zu aktuellen Themen der Stadtentwicklung, des Städtebaus, der Stadt- und Regionalplanung und der einschlägigen Rechtsgebiete an. Aus verschiedenen Blickwinkeln werden wichtige Einzelthemen integrativ und in ihren Wechselwirkungen betrachtet.
Die Schwerpunkte liegen hierbei auf zwei Hauptgruppen von Wissensvermittlung:
- Orientierungswissen, das Wissenschaft, Theorie und gesellschaftliche Zusammenhänge in Bezug zu den Problemen der Stadtplanung setzt
- Handlungswissen, dass konkrete Handreichungen für die Bewältigung von Alltagsproblemen vermittelt.

Dabei durchdringen sich die beiden Bereiche jeweils.

## Referendarlehrgang
Seit 1964 führt das Institut für Städtebau Berlin am Standort Berlin regelmäßig im Frühjahr und im Herbst im Rahmen des technischen Referendariats zentrale Fachlehrgänge durch. Die Hauptaufgabe der Lehrgänge besteht darin, die fachliche Kompetenz der Referendare des höheren technischen Verwaltungsdienstes in den Fachrichtungen Städtebau, Stadtbauwesen, Vermessungswesen und Landschaftsplanung/Landschaftspflege im Interesse der zukünftigen Tätigkeiten der öffentlichen Verwaltung durch Übungen, Vorträge, Besichtigungen und Fachgespräche mit Praktikern zu festigen und interdisziplinäre Kenntnisse zu vermitteln.

## Kuratorium
Die Institute verfügen jeweils über ein eigenes Kuratorium. Die Mitglieder der Kuratorien bestehen u. a. aus je einem Vertreter des Bundesministerium des Innern, für Bau und Heimat, der Deutschen Akademie für Städtebau und Landesplanung, der Bundesvereinigung der kommunalen Spitzenverbände, des Deutschen Städtetags Berlin/Köln, des Deutschen Städte- und Gemeindebundes,  der privaten Wirtschaft, der Berliner Senatsverwaltung für Stadtentwicklung und Wohnen (ISB), der Obersten Baubehörde im Bayerischen Staatsministerium für Wohnen, Bau und Verkehr (ISW), des Bayerischen Staatsministeriums für Bildung und Kultus, Wissenschaft und Kunst (ISW) sowie jeweils einem Mitarbeitervertreter.